# شيبرد ستون
شيبرد ستون (بالإنجليزية: Shepard Stone)‏ هو صحفي أمريكي، ولد في 31 مارس 1908 في ناشوا في الولايات المتحدة، وتوفي في 4 مايو 1990.

## وصلات خارجية
- شيبرد ستون على موقع مونزينجر (الألمانية)